# Uithoorn

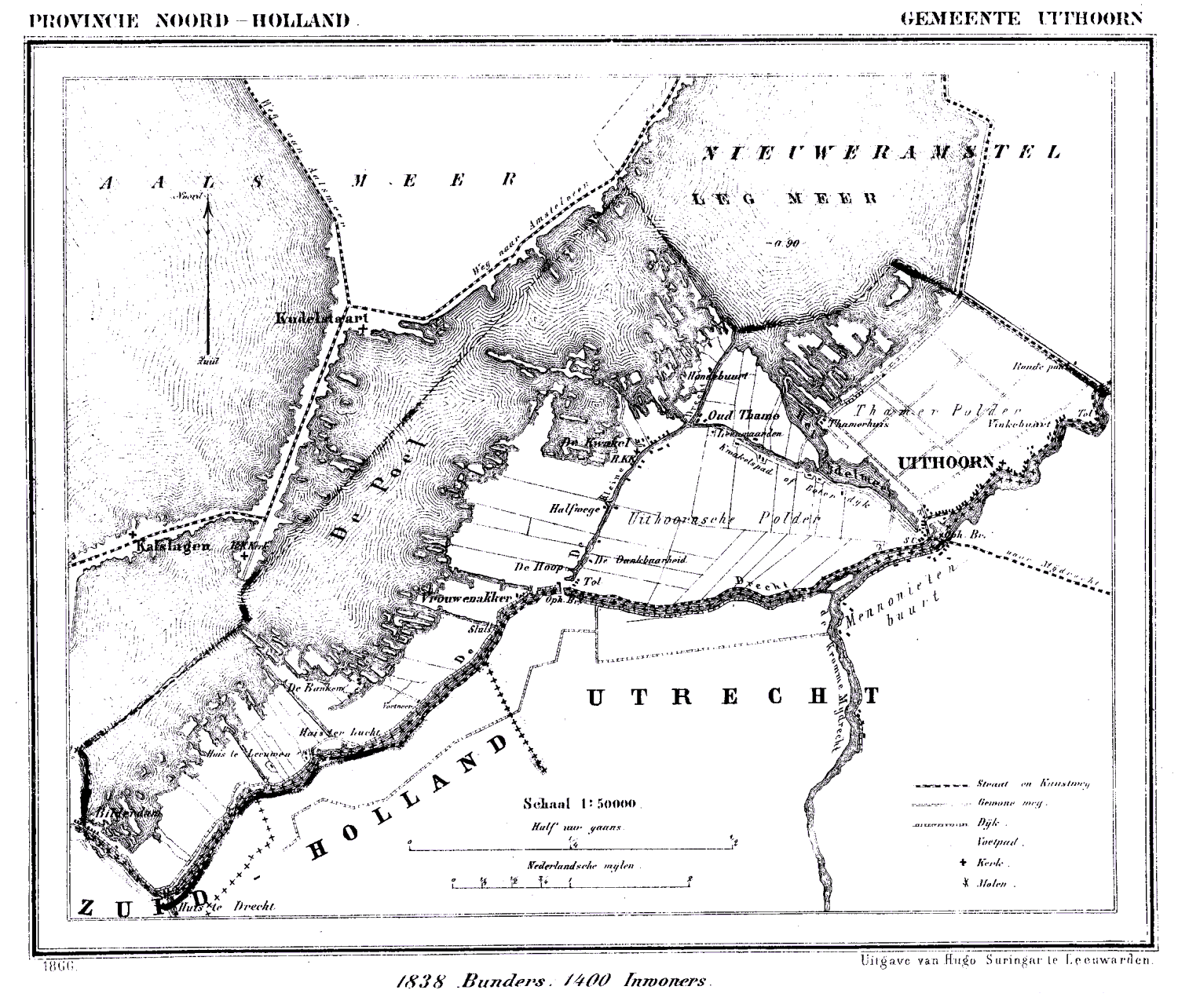
Gemeentekaart van Uithoorn uit 1866, met aan de rechterkant de Thamer Polder en aan de onderkant de Uithoornse Polder. Boven en links zijn de Legmeerplassen.

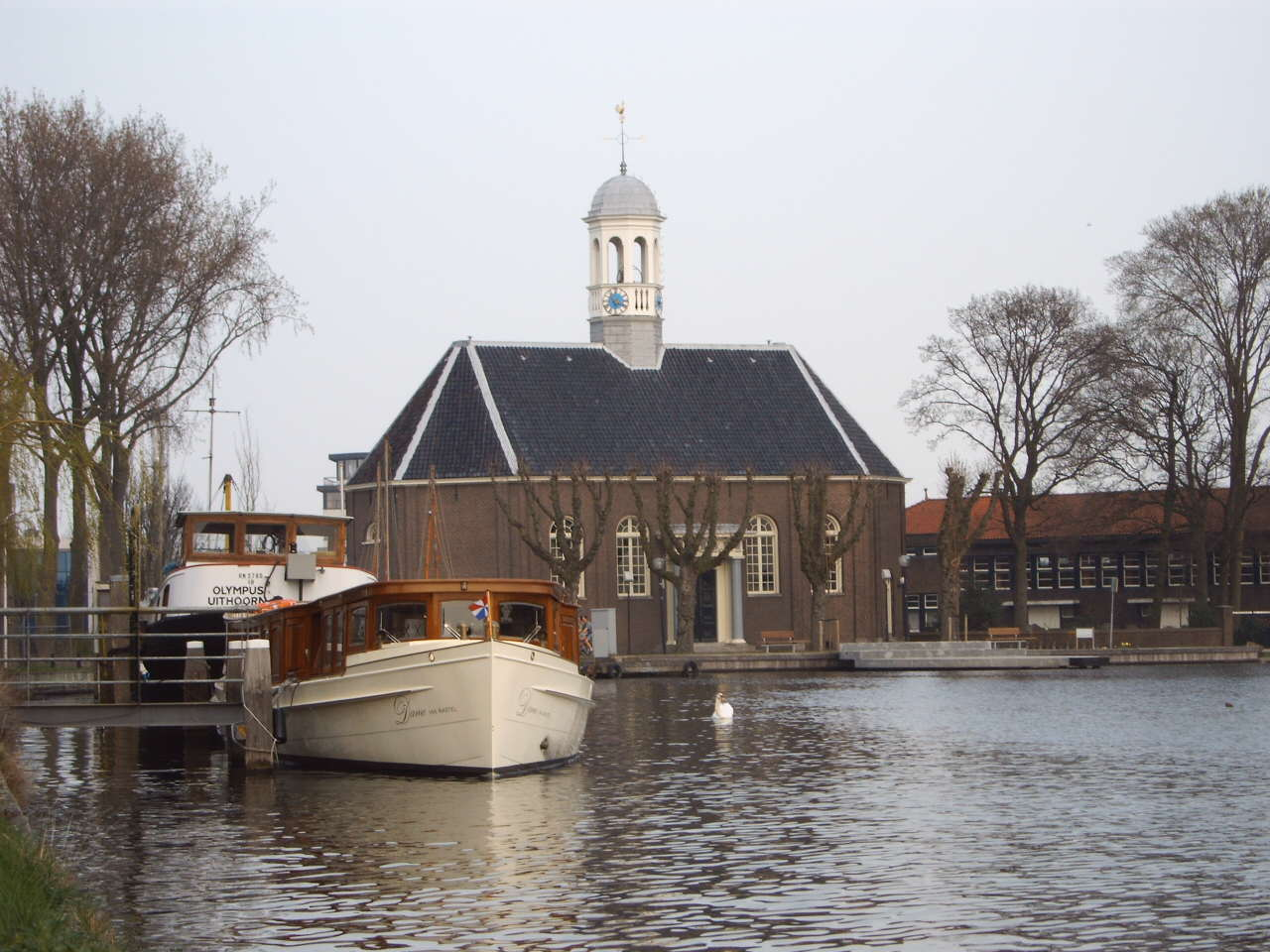
Thamerkerk.

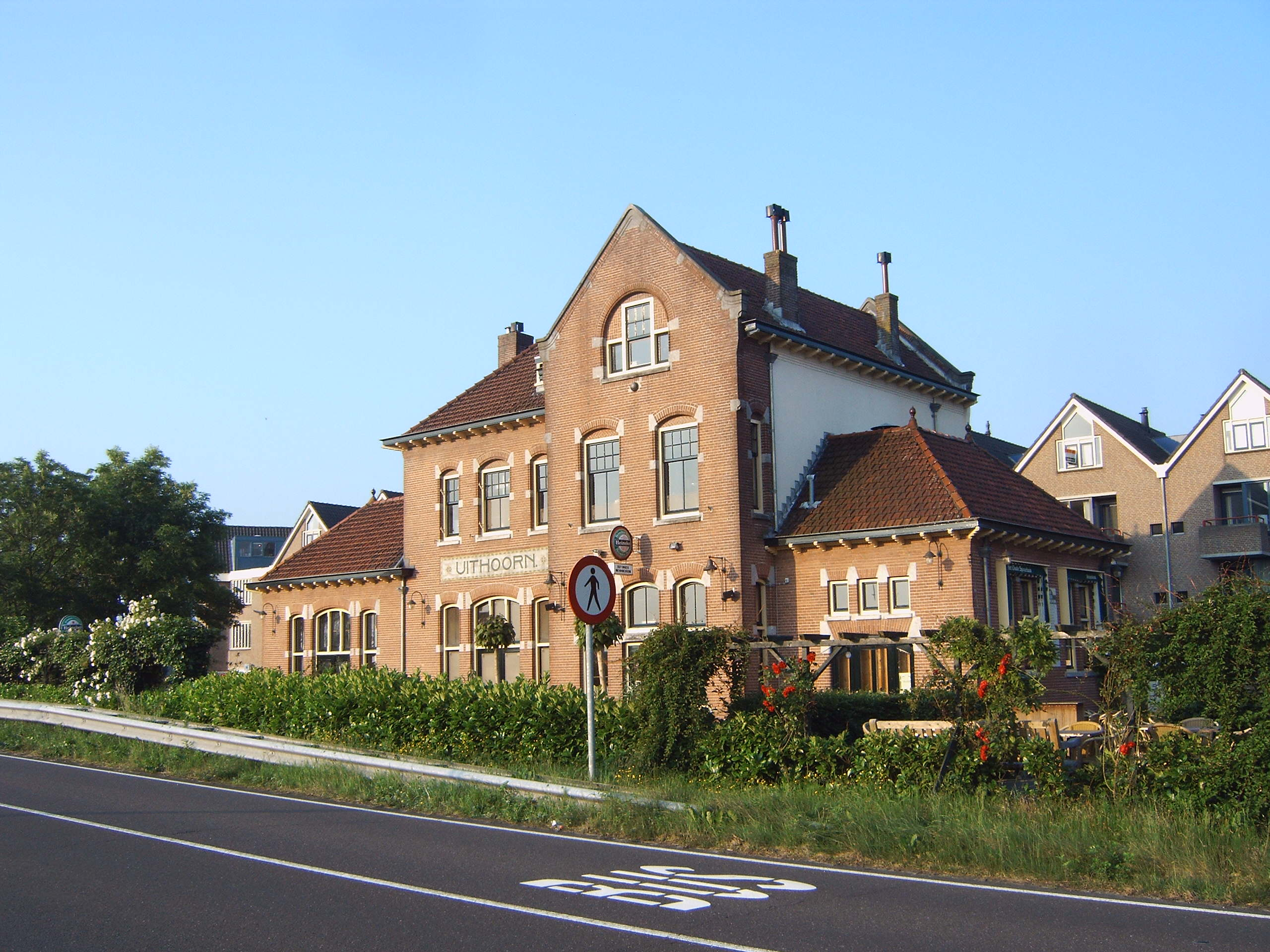
Voormalig station Uithoorn, thans restaurant (foto uit 2007).

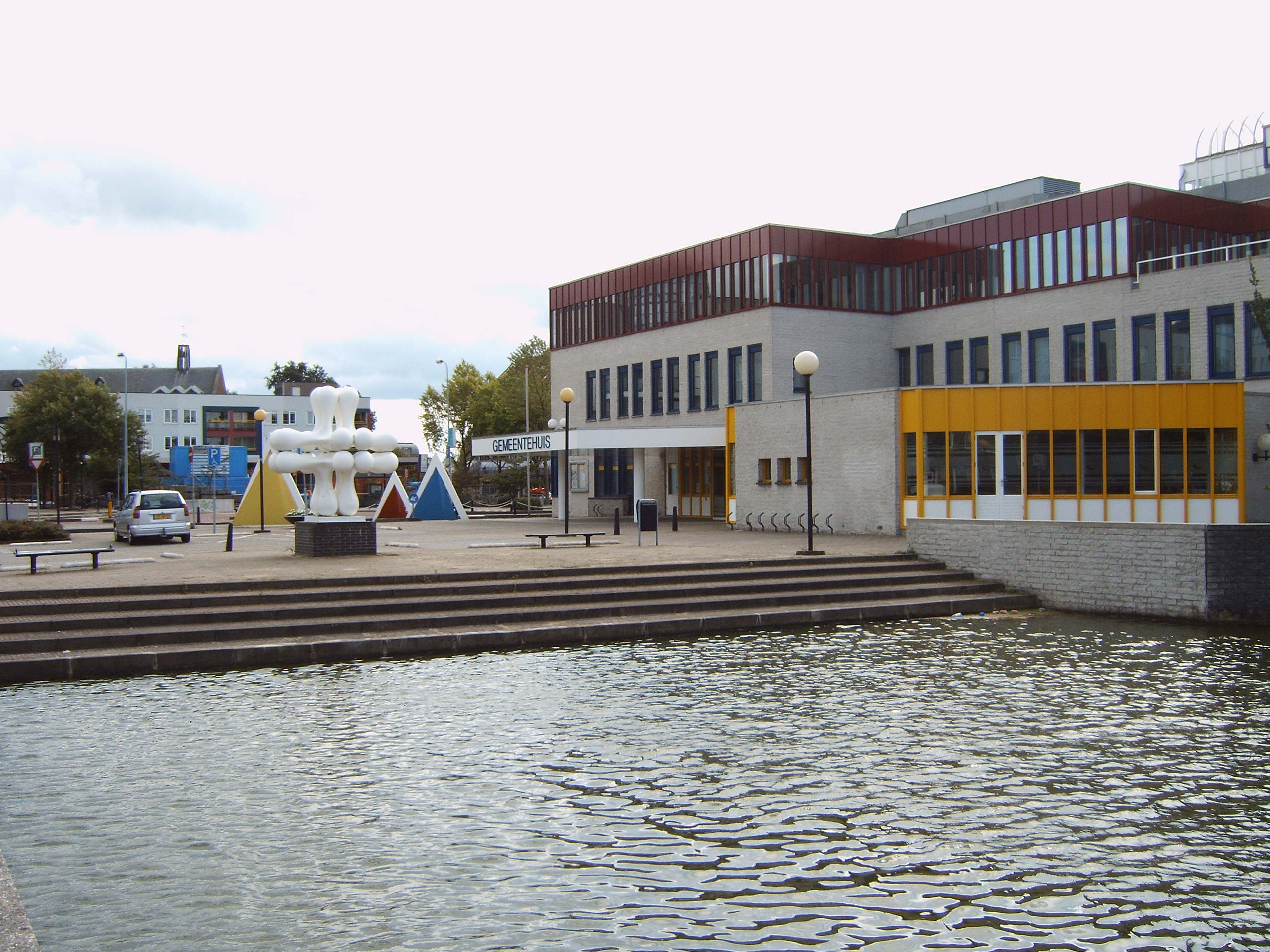
Gemeentehuis.

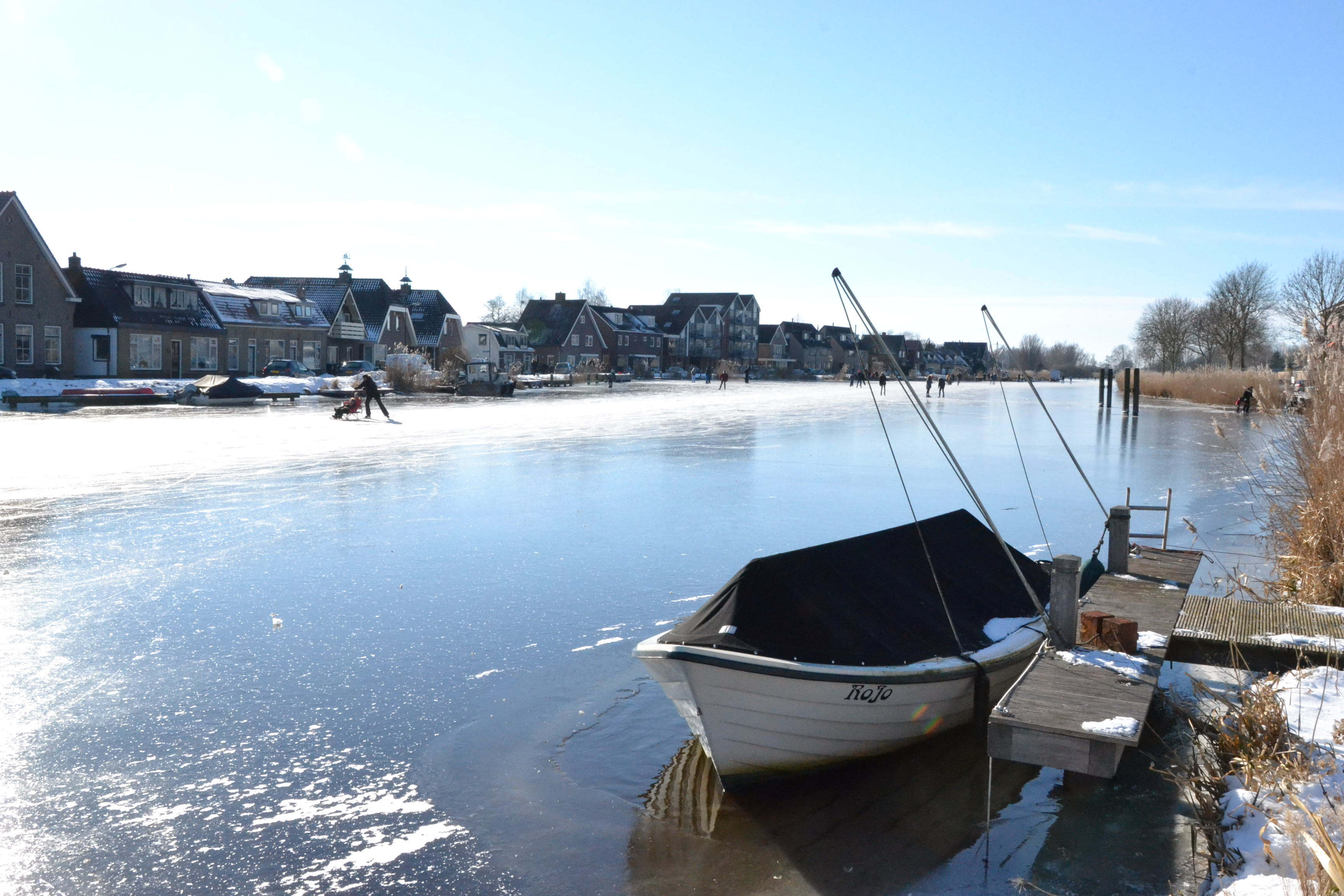
Schaatsers op de Amstel.

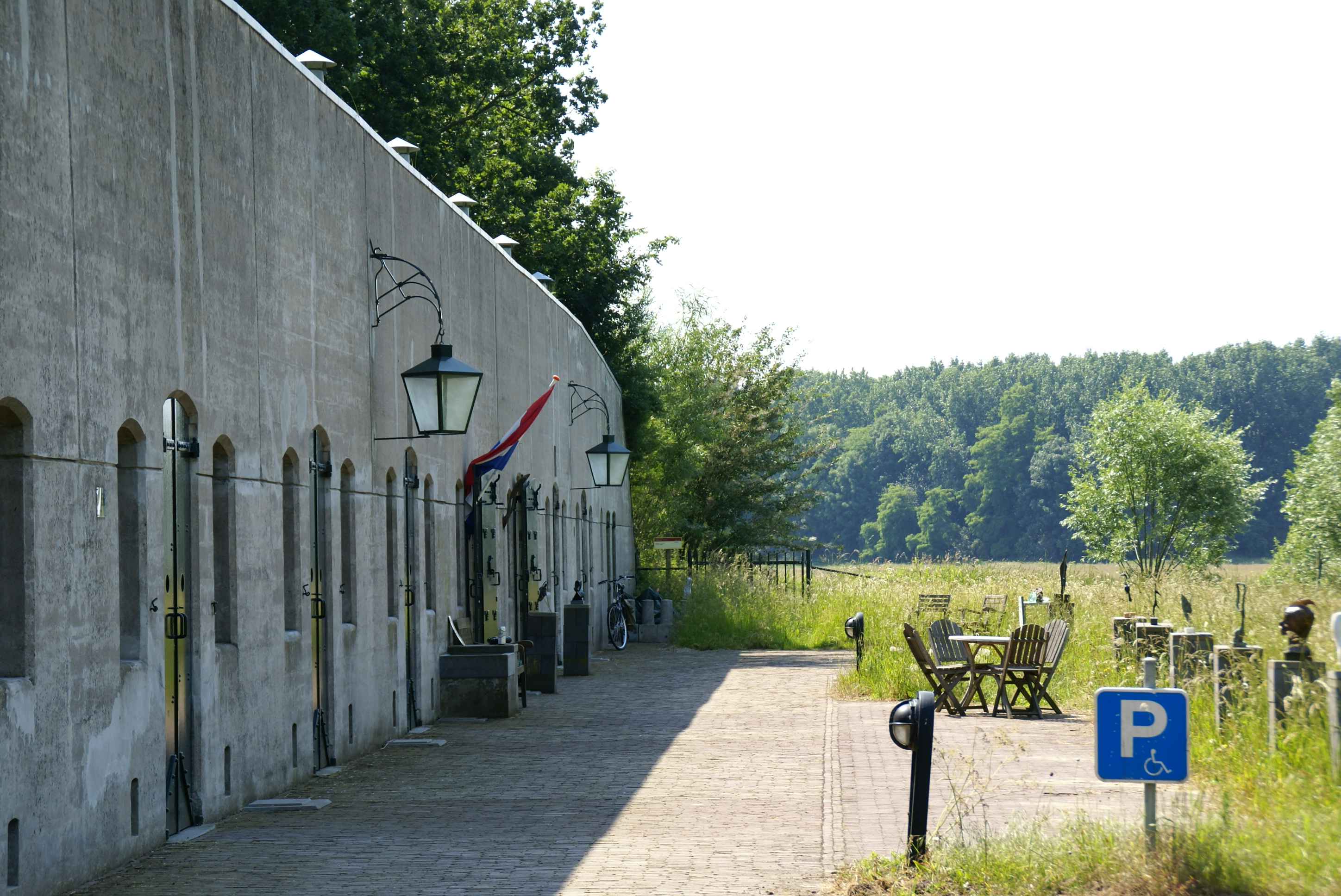
Fort aan de Drecht te Uithoorn, Unesco Werelderfgoed.

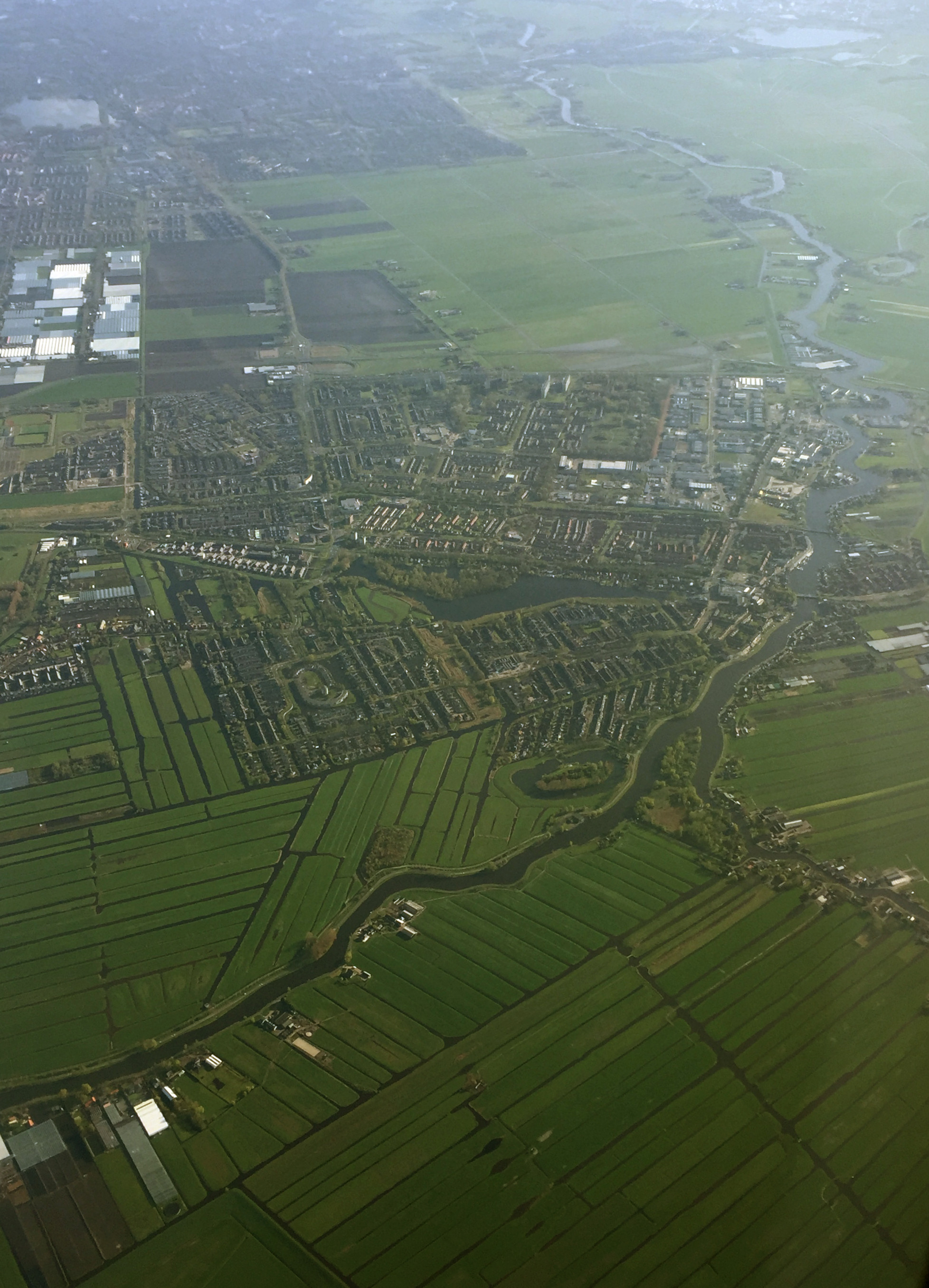
Uithoorn vanuit de lucht, gezien vanuit het zuiden.

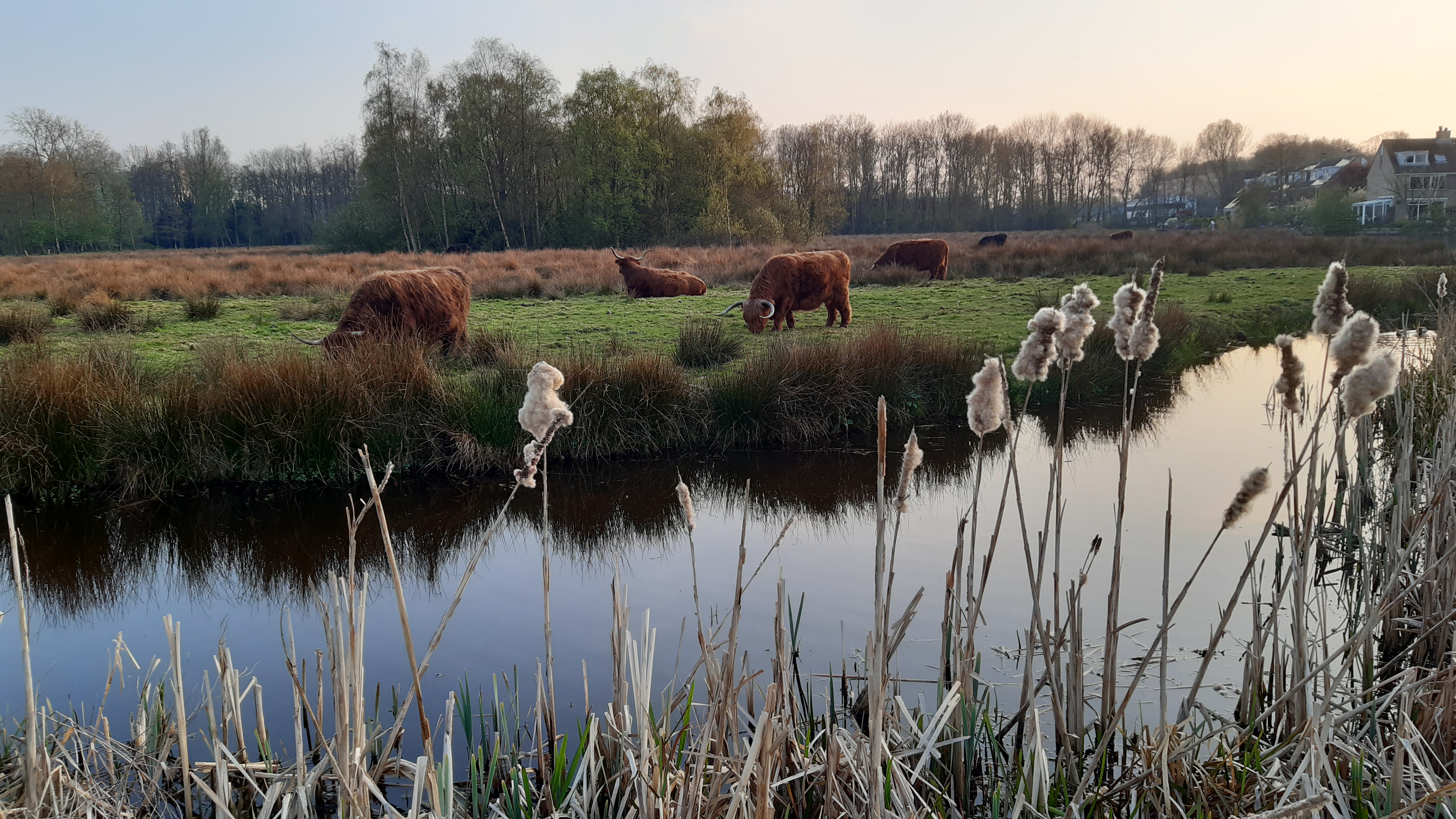
Libellebos, een klein bosje in Uithoorn.

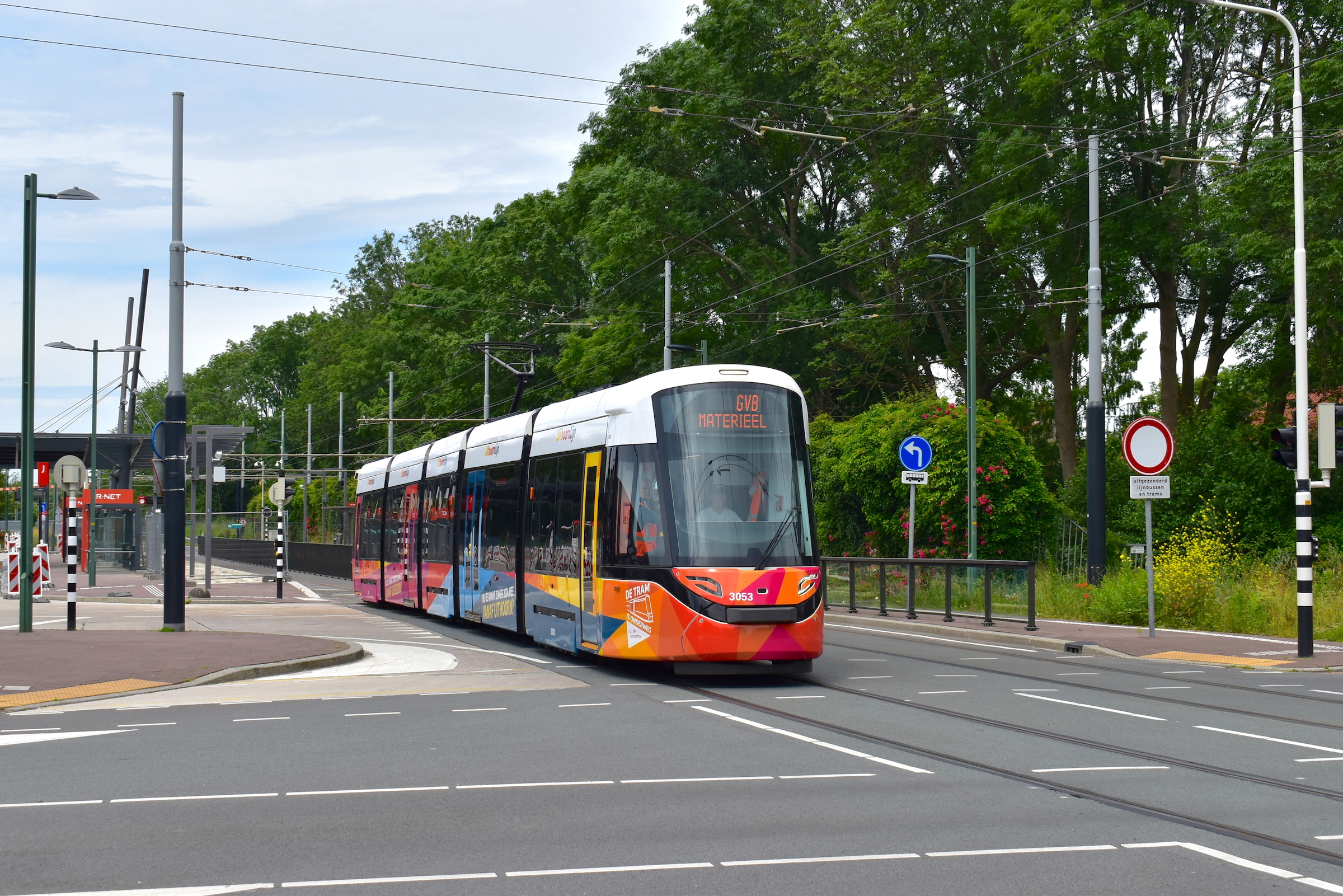
GVB 3063 in uitvoering 'Uithoornlijn' bij het Busstation Uithoorn; 20 juni 2024.

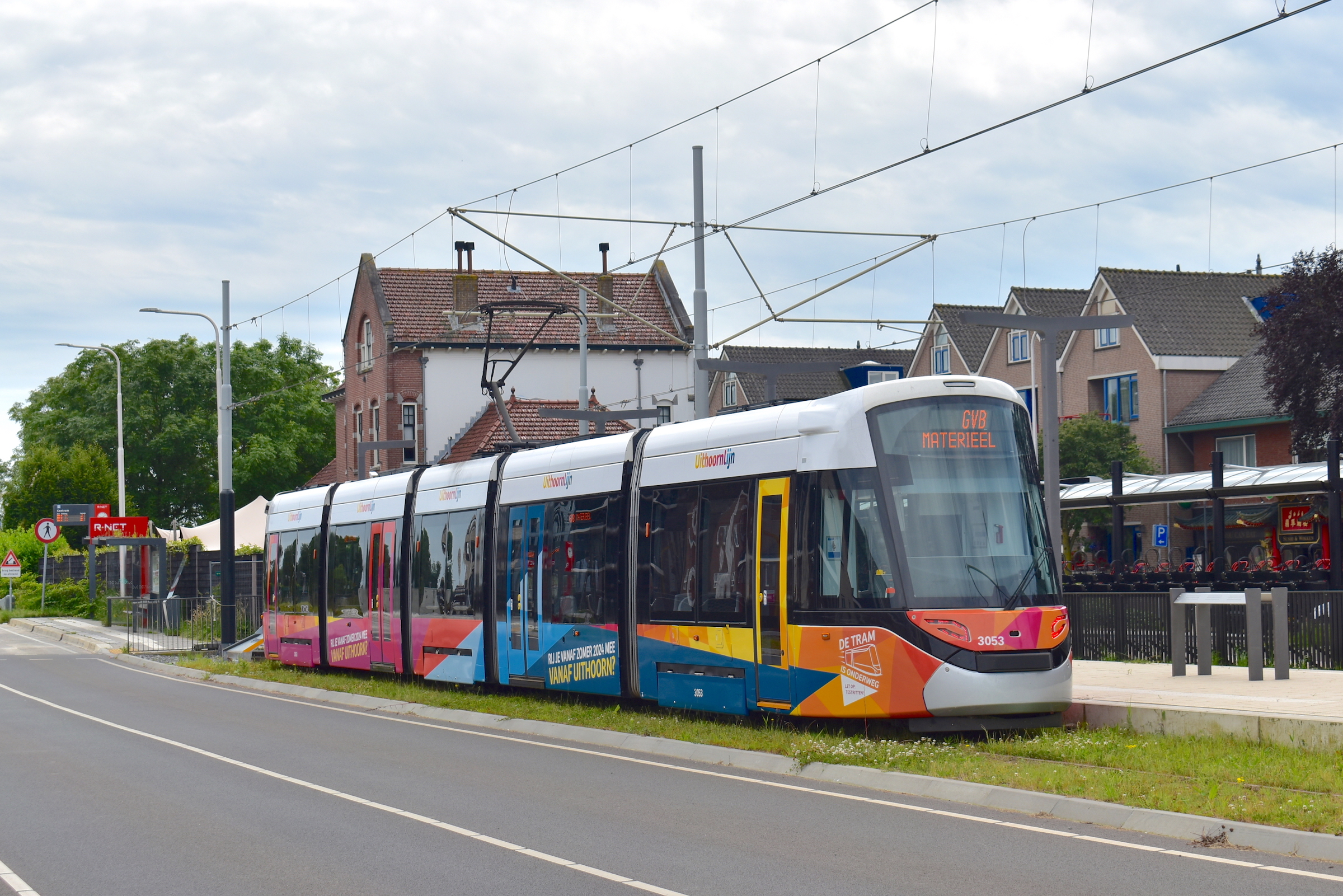
GVB 3063 in uitvoering 'Uithoornlijn' bij het eindpunt te Uithoorn. Op de achtergrond het oude Station Uithoorn; 20 juni 2024.

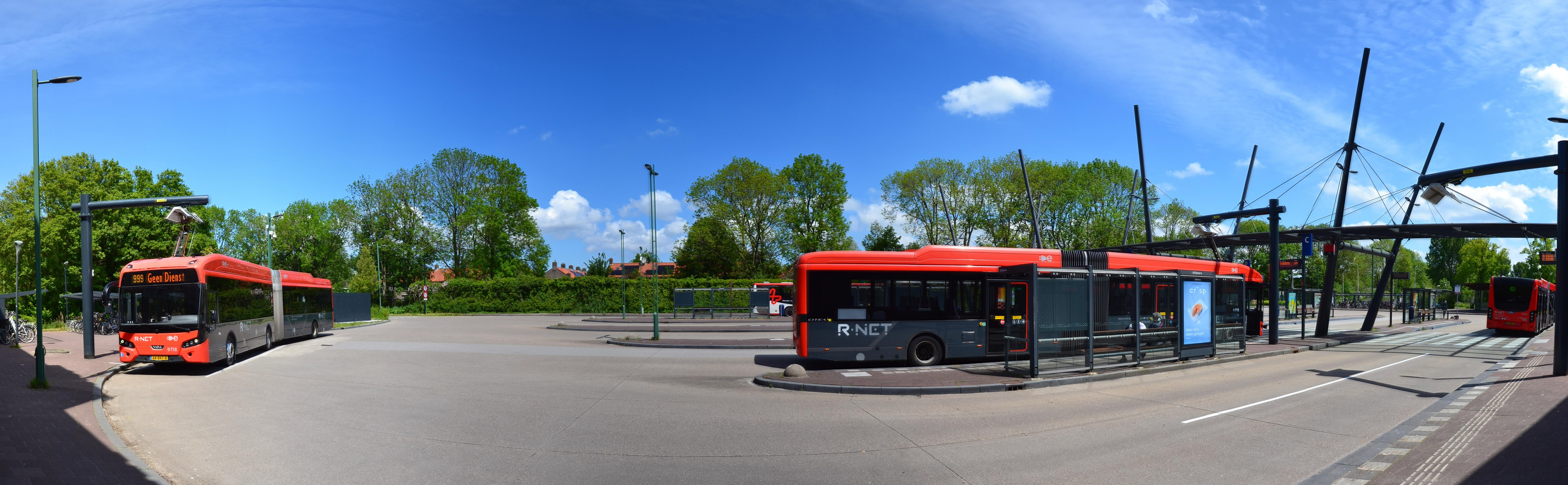
Busstation Uithoorn.

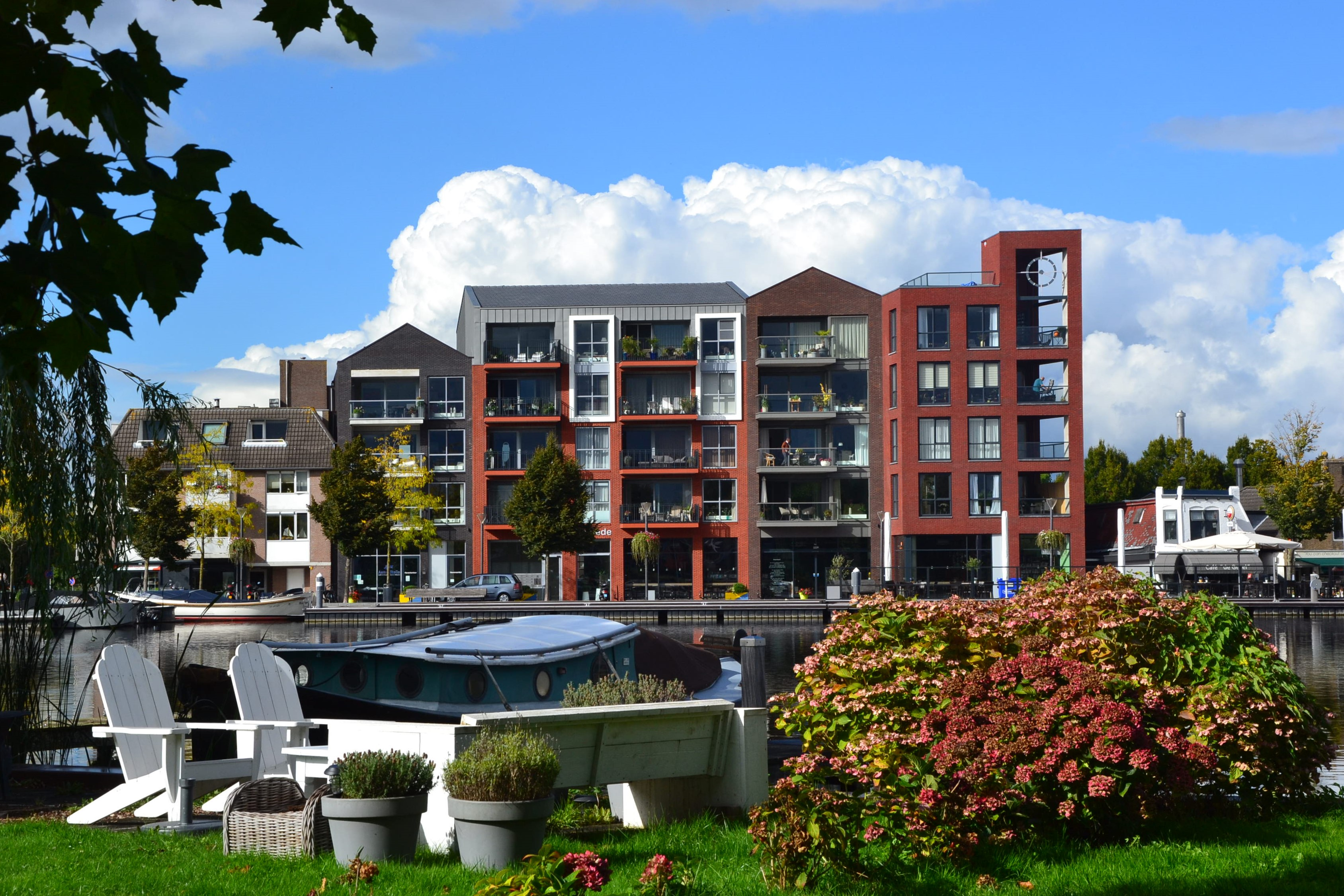
Bibliotheek.

Uithoorn (uitspraakⓘ) is een plaats en gemeente in de Nederlandse provincie Noord-Holland. De gemeente telt 31.685 inwoners (per 22 november 2024, bron: CBS; op 19 november 2020 werd de 30.000e inwoner geboren) en heeft een oppervlakte van 19,49 km² (waarvan 1,20 km² water). De gemeente Uithoorn maakt deel uit van de Vervoerregio Amsterdam.
De Thamerkerk uit 1835 is een beeldbepalend bouwwerk. Daarnaast liggen rond Uithoorn diverse forten die deel uitmaakten van de Stelling van Amsterdam.

## De naam Uithoorn
De naam Uwe Hoirne (later den Uythoorn) betekent de 'uithoek' en werd aan het eind van de Middeleeuwen gebruikt als geografische aanduiding voor de vestigingsplaats van een van de lagere gerechten van de Proosdij van Sint Jan te Utrecht: een onder de bisschop van Utrecht ressorterend wereldlijk gezag, grenzend aan het gebied van de graven van Holland. Op een kaart uit 1570 is met den Uythoorn een strook land aangeduid ten zuiden van het (toenmalige en huidige) Zijdelmeer.

## Geschiedenis
Rond het Rechthuis (het gebouw waar de Proost rechtszittingen hield) is in de loop der tijd een kleine nederzetting ontstaan, die de naam Uithoorn kreeg. Circa 1 kilometer ten noorden hiervan lag de destijds grotere buurtschap Thamen. De bestaansmiddelen bestonden uit landbouw en veeteelt. Het eerste werd door de gestage bodemdaling steeds moeilijker. Vanaf circa 1600 nam turfwinning in betekenis toe. Als gevolg hiervan ontstonden grote veenplassen, die eerst veel later ingepolderd werden.
Bij de inval van de Franse troepen in 1672 kwam Uithoorn aan de frontlinie te liggen. Er werden versterkingen opgeworpen; de huidige straatnaam Schans herinnert hier nog aan. Toen Nederland deel uitmaakte van het Eerste Franse Keizerrijk werden Thamen en Uithoorn per 1 januari 1812 samengevoegd tot één gemeente Uithoorn. Ten tijde van het Verenigd Koninkrijk der Nederlanden werd Thamen op 1 januari 1818 weer afgesplitst van Uithoorn en per 19 september 1819 werd Uithoorn bij de provincie Utrecht gevoegd. Deze situatie duurde kort: op 1 oktober 1819 ging Uithoorn weer deel uitmaken van de provincie Noord-Holland en op 10 februari 1820 werd Thamen weer geannexeerd.
De economische ontwikkeling bleef beperkt; hierin kwam in het midden van de negentiende eeuw verandering door de komst van enige (onder meer chemische) industrie. De drooglegging van een aantal grote plassen, de Legmeerplassen, (vanaf 1879 de Noorder Legmeerpolder en vanaf 1882 de Zuider Legmeerpolder) leverde aan het eind van de negentiende eeuw extra landbouwgrond op. Met name in De Kwakel werd veel tuinbouw gevestigd. Vanaf circa 1885 werden rond Uithoorn diverse fortificaties, zoals Fort aan de Drecht van de Stelling van Amsterdam aangelegd.

### Twintigste eeuw
In 1915 werd Uithoorn aangesloten op het spoorwegnet van de Haarlemmermeerspoorlijnen en kreeg een station. Er waren spoorlijnen in vier richtingen: Aalsmeer, Amsterdam, Nieuwersluis en Alphen aan den Rijn. Het stationsgebouw uit 1914 is nog aanwezig en in gebruik als restaurant. Het personenverkeer werd hier gestaakt in 1950. De laatste goederentreinen van en naar Uithoorn reden in 1986. De spoorlijn is daarna opgebroken, gedeelten van het tracé zijn gebruikt voor een busbaan. In juli 2024 is de Amsteltram vanuit Amstelveen Westwijk via het oude spoorwegtracé verlengd naar Station Uithoorn.
Een deel van de oude spoorlijn (Aalsmeer – Mijdrecht) werd ingericht als busbaan, waarbij de rivier de Amstel wordt gekruist via de oude spoorbrug. Vanaf het busstation in Uithoorn tot vlak voor Mijdrecht beschikt het openbaar vervoer daarmee over een vrije busbaan, die slechts in één rijrichting (evenwijdig aan de file) gebruikt wordt.
De aanleg van de provinciale weg Haarlem – Hilversum (de huidige N 196) betekende een doorsnijding van Uithoorn. Over de Amstel werd een grotere brug gebouwd (de huidige Prinses Irenebrug) die op 2 september 1939, daags na het uitbreken van de Tweede Wereldoorlog, in gebruik werd genomen.
Tijdens de Tweede Wereldoorlog werd door burgemeester Cornelis Machiel Antonius Koot en de stedenbouwkundige prof. Wieger Bruin een schets voor een structuurplan voor de naoorlogse ontwikkeling opgesteld, dat in de jaren 50 en 60 in grote lijnen is uitgevoerd. Vanaf 1948 werd de wijk Thamerdal gebouwd, vanaf circa 1960 de wijk Zijdelwaard en vanaf 1972 de wijk Legmeer, alle ten noorden van de N196 (toenmalige N201). Vanaf 1985 werd ook ten zuiden van de N201 gebouwd, in de wijken Meerwijk-West en Meerwijk-Oost. In 1991 werd een nieuw winkelcentrum gebouwd aan het Amstelplein, ten koste van een groot deel van de oorspronkelijke bebouwing. Daarvan resteert nog slechts een aantal huizen aan de Schans. Aan het eind van de twintigste eeuw werden woningen gebouwd rond het (verplaatste) Busstation Uithoorn aan het tot busbaan omgebouwde oude spoorwegtracé.
In het begin van de 21e eeuw werden woningen gebouwd op het voormalige terrein van de plaatselijke voetbalvereniging Legmeervogels, die de beschikking kreeg over een nieuw sportpark. Rond dit sportpark werden in 2007 eveneens woningen gebouwd.
Een onderwerp dat de gemoederen van de plaatselijke politiek reeds decennia bezig hield was de drukte op de voormalige N201 en de plannen voor omlegging daarvan, buiten de bebouwde kom van Uithoorn. Reeds in 1957 werd in de Tweede Nota op de Ruimtelijke Ordening een dergelijke omlegging geprojecteerd. Sindsdien is de bebouwde kom van Uithoorn een "flessenhals" in deze verbinding gebleken, met dagelijks lange files tot gevolg. Argumenten tegen omlegging waren de aanmerkelijke kosten ervan, die in 2003 geraamd werden op circa 700 miljoen euro (onder meer wegens de nieuwe bruggen over de Ringvaart van de Haarlemmermeerpolder bij Aalsmeer en over de Amstel ten noorden van Uithoorn/Amstelhoek), en de aantasting van het open landschap ten noorden van Uithoorn.
De nieuwe weg is er desondanks toch gekomen en ligt nu in de Amstelveense Bovenkerkerpolder. De kostbaar geachte bruggen uit de plannen zijn vervangen door twee onderdoorgangen: de Waterwolftunnel onder de Ringvaart bij Aalsmeer (geopend april 2013) en het Amstel Aquaduct (geopend mei 2014). Het voormalig tracé van de N201 door de bebouwde kom van Uithoorn is vernummerd in N196, waar voor het grootste gedeelte nu een maximumsnelheid van 50 km/h geldt.

## Bezienswaardig

### Kerken
- De Burght op het Potgieterplein
- De Schanskerk
- Thamerkerk
- De Schutse
- Evangelische Christen Gemeenschap Uithoorn aan de Herman Gorterhof

### Voormalige kerk
- De Hoeksteen, voormalige Hervormde kerk, thans (medio 2024) film-/theaterzaal

## Onderwijs
Uithoorn heeft negen basisscholen, diverse peuterspeelzalen en kinderdagverblijven en De Dolfijn (speciaal onderwijs). Daarnaast zijn er drie middelbare scholen: het Alkwin Kollege (havo-vwo-gymnasium), het Thamen (vmbo-havo in combinatieklas met het Alkwin Kollege) en Praktijkschool Uithoorn.

## Overige kernen
- De Kwakel
- (tot 1 januari 2012) Bilderdam (deel)

## Topografie
Topografisch kaartbeeld van de gemeente Uithoorn, per september 2022

## Aangrenzende gemeenten
| Aangrenzende gemeenten | Aangrenzende gemeenten | Aangrenzende gemeenten | Aangrenzende gemeenten | Aangrenzende gemeenten |
| ---------------------- | ---------------------- | ---------------------- | ---------------------- | ---------------------- |
| Aalsmeer               |                        |                        |                        | Amstelveen             |
|                        |                        |                        |                        |                        |
|                        |                        |                        |                        |                        |
|                        |                        |                        |                        |                        |
| Kaag en Braassem (ZH)  |                        | Nieuwkoop (ZH)         |                        | De Ronde Venen (U)     |

## Politiek

### Gemeentehuis
Het gemeentehuis staat aan de Laan van Meerwijk in Meerwijk. Het vroegere raadhuis/politiebureau uit 1937 stond in het centrum aan het Marktplein. Daarvoor was het aan de Raadhuisstraat en moest het wijken voor de aanleg van de Provincialeweg.

### Gemeenteraad
De gemeenteraad van Uithoorn bestaat uit 23 zetels. Hieronder staat de samenstelling van de gemeenteraad sinds 1998:
| Partij                 | 1998 | 2002 | 2006 | 2010 | 2014 | 2018 | 2022 |
| ---------------------- | ---- | ---- | ---- | ---- | ---- | ---- | ---- |
| Gemeentebelangen       | 6    | 5    | 4    | 3    | 4    | 5    | 8    |
| DUS! Groenlinks en D66 | -    | -    | -    | 4    | 3    | 4    | 6    |
| VVD                    | 6    | 6    | 6    | 7    | 5    | 5    | 4    |
| CDA                    | 3    | 5    | 4    | 3    | 3    | 2    | 2    |
| PvdA                   | 2    | 3    | 5    | 3    | 2    | 1    | 2    |
| Groen Uithoorn         | -    | -    | -    | -    | 1    | 1    | 1    |
| Ons Uithoorn           | -    | -    | -    | 1    | 3    | 2    | -    |
| GroenLinks             | 3    | 1    | 2    | -    | -    | -    | -    |
| D66                    | 1    | 1    | -    | -    | -    | -    | -    |
| !Durf                  | 1    | 1    | -    | -    | -    | 1    | -    |
| Totaal                 | 21   | 21   | 21   | 21   | 21   | 21   | 23   |

### College van B en W
Het college van burgemeester en wethouders bestaat uit:
Burgemeester:
- Pieter Heiliegers

Wethouders:
- Ferry Hoekstra (Gemeentebelangen), 1e locoburgemeester
- Jan Hazen (VVD), 2e locoburgemeester
- José de Robles (DUS!), 3e locoburgemeester

Zie ook de lijst van burgemeesters van Uithoorn.

## Wijkindeling
De gemeente wordt ingedeeld in de volgende wijken en buurten in Uithoorn:

### Uithoorn
- Dorpscentrum (Centrum)
- Vinckebuurt
- Legmeer (De Legmeer, Legmeer-west, Burg. Kootpark, Park Krayenhoff, Buitenhof)
- Zijdelwaard (Europarei)
- Thamerdal
- Meerwijk (Oost en West)
- Europarei
- De Kwakel

## Openbaar vervoer
Station Uithoorn was geopend voor het treinverkeer van 1 juli 1914 tot 3 september 1950. Op 21 juli 2024 werd de Amsteltram doorgetrokken van Amstelveen Westwijk tot Uithoorn Centrum. De aanleg begon in 2021.
In Uithoorn rijden negen buslijnen die allemaal het busstation Uithoorn aandoen.

## Monumenten
In de gemeente zijn er een aantal monumenten, zie:
- Lijst van rijksmonumenten in Uithoorn
- Lijst van gemeentelijke monumenten in Uithoorn

## Kunst in de openbare ruimte

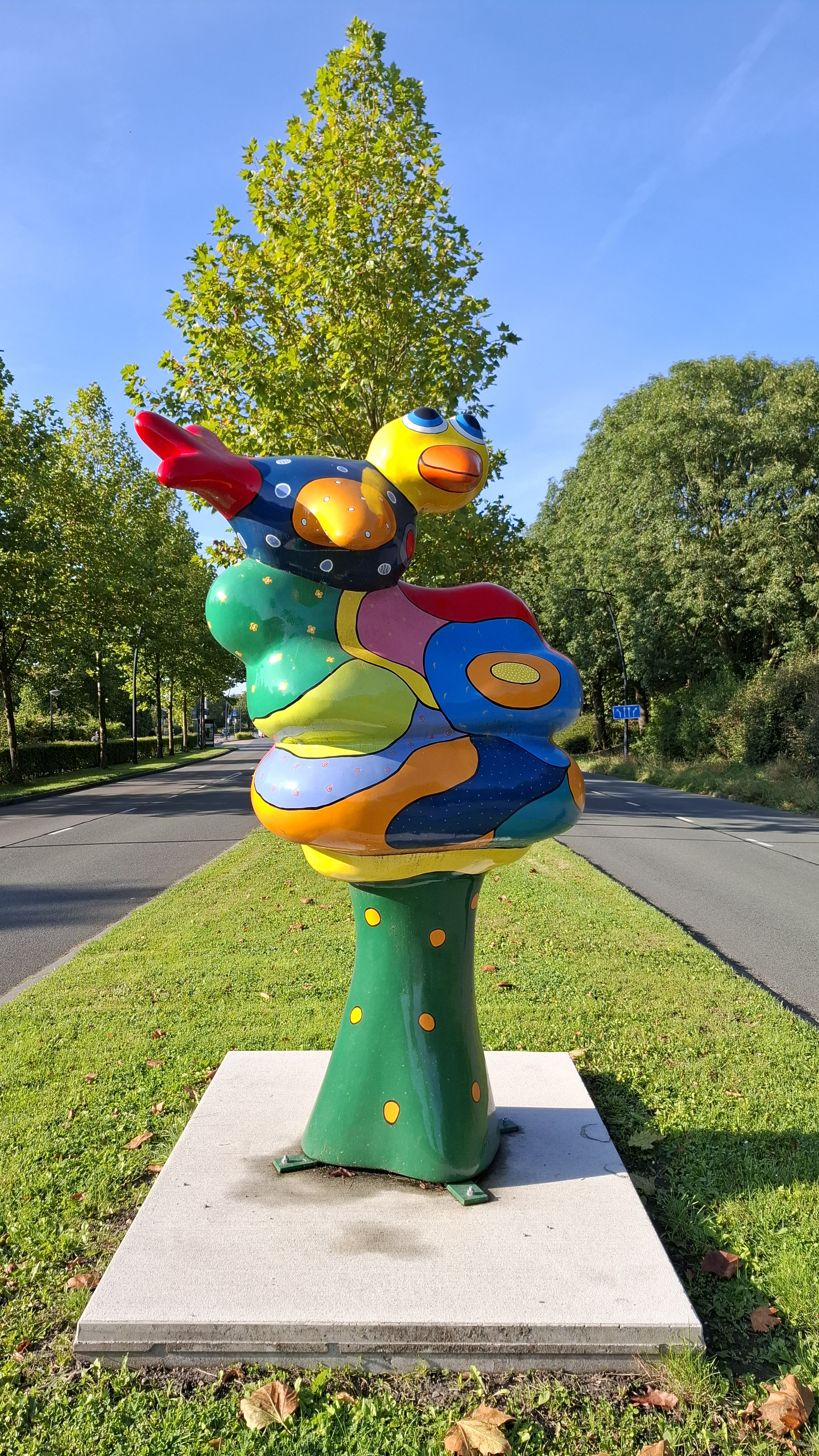
Liefdesboom (Franz Bodner), Zijdelweg

In de gemeente Uithoorn zijn diverse beelden, sculpturen en objecten geplaatst in de openbare ruimte, zie:
- Lijst van beelden in Uithoorn en De Kwakel
- Lijst van oorlogsmonumenten in Uithoorn

## Geboren in Uithoorn
- Johannes Voorhout (1647-1717), schilder en tekenaar
- Johan Brautigam (1878-1962), vakbondsbestuurder en politicus
- Tetje de Jong (1918-1999), politiecommissaris
- Angela Schijf (1979), actrice
- Piet Steenkamp (1925-2016), politicus, econoom en hoogleraar
- Martien van Zuijlen (1944), wiskundige
- Hans Koeleman (1957), atleet
- Ruud Koopmans (1961), hoogleraar sociologie
- Selma van Dijk (1969), presentatrice
- Ivo de Bruin (1986), bobsleeër
- Lars Veldwijk (1991), voetballer
- Eva Lubbers (1992), atleet
- Frank van der Lende (1988), radiopresentator
- Simon van Duivenbooden (2002), voetballer
- Isabelle Nottet (2003), voetbalster

## Sport
Uithoorn kent de volgende sportverenigingen:
- Atletiek Klub Uithoorn (atletiek)
- BV De Kwakel (badminton)
- SV KDO (veld- en zaalvoetbal, handbal, volleybal, dance-aerobics-gym, trimmen, survival)
- BC Space Shuttle (badminton)
- Hockeyclub Qui Vive
- Honk- en Softbal Vereniging Thamen (honk- en softbal)
- Judovereniging Tai-Otoshi (judo)
- Schaakvereniging de Amstel (Schaken)
- Tafeltennisvereniging VDO/SE Uithoorn (tafeltennis)
- Tennis Club Uithoorn (tennis)
- Uithoornse Hockey Club Qui Vive (hockey)
- Uithoornse Wieler Trainings Club (wielrennen)
- URKV Michiel de Ruyter (roeien en kanoën)
- UTC Quivive (tennis)
- VDO sport (yoga en gym)
- Voetbalclub Legmeervogels
- Volleybalvereniging SAS`70 Uithoorn (volleybal)
- Zwem- en Polovereniging De Amstel (zwem- en waterpolo)
- Zaalvoetbal Legmeervogels (zaalvoetbal)
- Handbal Legmeervogels (handbal)
- Zaalvoetbalvereniging UBA Sport

## Bevolkingsontwikkeling
De ontwikkeling van het inwoneraantal van Uithoorn sinds 1830:
Vanwege een beveiligingsprobleem met de MediaWiki Graph-software is het momenteel niet mogelijk deze grafiek weer te geven. Zodra de software is bijgewerkt zal de grafiek vanzelf weer zichtbaar worden.